# Best of 2001-2009
Best of 2001–2009 es un álbum recopilatorio de la banda finlandesa The Rasmus fue lanzado el 2 de noviembre de 2009.Tiene la participación de la cantante de Nightwish Anette Olzon en la canción de October & April. Anteriormente se pensaba que una de las exintegrantes de dueto ruso t.A.T.u., Lena Katina, protagonizaría la voz femenina en esta canción. Al final se eligió a Anette. El álbum alcanzó el puesto número 8 en la lista finlandesa.

## Canciones
| N.º | Título                                 | Escritor(es)                                              | Duración |  |
| 1.  | «In the Shadows»                       | Lauri Ylönen, Eero Heinonen, Pauli Rantasalmi, Aki Hakala | 4:06     |  |
| 2.  | «No Fear»                              | Ylönen, Heinonen, Rantasalmi, Hakala                      | 4:07     |  |
| 3.  | «Guilty (Us Mix)»                      | Ylönen, Heinonen, Rantasalmi, Hakala                      | 3:44     |  |
| 4.  | «October & April (feat. Anette Olzon)» | Ylönen                                                    | 3:54     |  |
| 5.  | «First Day of My Life»                 | Ylönen, Heinonen, Rantasalmi, Hakala                      | 3:44     |  |
| 6.  | «Livin' in a World Without You»        | Ylönen, Rantasalmi, Desmond Child                         | 3:50     |  |
| 7.  | «F-F-F-Falling»                        | Ylönen, Heinonen, Rantasalmi, Hakala                      | 3:52     |  |
| 8.  | «Chill»                                | Ylönen, Heinonen, Rantasalmi, Hakala                      | 4:13     |  |
| 9.  | «Immortal»                             | Ylönen, Heinonen, Rantasalmi, Hakala                      | 4:57     |  |
| 10. | «Justify»                              | Ylönen, Rantasalmi, Child, James Michael                  | 4:26     |  |
| 11. | «Shot»                                 | Ylönen, Heinonen, Rantasalmi, Hakala                      | 4:18     |  |
| 12. | «Funeral Song»                         | Ylönen, Heinonen, Rantasalmi, Hakala                      | 3:21     |  |
| 13. | «Ghost of Love»                        | Ylönen, Rantasalmi, Child, Harry Sommerdahl               | 3:17     |  |
| 14. | «Open My Eyes (Acoustic Version)»      | Ylönen, Heinonen, Rantasalmi, Hakala                      | 3:23     |  |
| 15. | «In My Life»                           | Ylönen, Heinonen, Rantasalmi, Hakala                      | 4:02     |  |
| 16. | «Ten Black Roses»                      | Ylönen, Rantasalmi, Child                                 | 3:54     |  |
| 17. | «Sail Away»                            | Ylönen, Heinonen, Rantasalmi, Hakala                      | 3:49     |  |

B-Sides Of The Singles
Not Appear in the album
1. "In the Shadows" (Revamped)
2. "First Day of My Life" (Acoustic)
3. "Everything You Say"
4. "Days"
5. In the Shadows (Video)
6. "Immortal"
7. "Dancer in the Dark"
8. "No Fear" (Vrenna Remix)
9. "No Fear" (Freelance Hellraiser Remix)
10. "No Fear" (Fearless Remix)
11. "Play Dead"
12. "Used To Feel Before"
13. "First Day of My Life" [live]
14. "Livin' in a World Without You" [Acoustic Version]
15. "You Got It Wrong"
16. "Livin In A World Without You (Jorg Schmid Remix)"
17. "Livin In A World Without You (Milan East Remix)"
18. "Livin In A World Without You (Jorg Schmid Radio Edit)"
19. "Livin In A World Without You (Original Radio Edit)"
20. "The Rasmus at Work" (video in MPEG-format)
21. "F-F-F-Falling" (Acoustic)
22. "Can't Stop Me"
23. "Yesterday You Threw Away Tomorrow"
24. "Justify (Brown Version)"
25. "Keep Your Heart Broken" [live]
26. "Shot" [live]
27. "Shot" (Star City Remix)
28. "Guilty" (Live in Mexico City 18.11.2004)
29. "The One I Love" (Live in Mexico City 18.11.2004)
30. "Last Generation" (Live)
31. "If You Ever"
32. "What Ever"
33. "Sail Away" [acoustic]
34. "Sail Away" (Benztown Chillout Remix)
35. "Lucifer's Angel"